# Đại học Thompson Rivers
Viện Đại học Thompson Rivers hay Đại học Thompson Rivers (tiếng Anh: Thompson Rivers University, viết tắt TRU) là một trường đại học có khu trường sở tại Kamloops, British Columbia, Canada và một khu trường sở tại Williams Lake, BC. TRU đã được chính thức khánh thành ngày 1 tháng 4 năm 2005 và là một kết quả của cuộc sáp nhập của University College của Cariboo và Viện Đại học Mở British Columbia (BCOU). Đến năm 2005, tổng số sinh viên của trường TRU là 13.810, còn tổng số sinh viên của còn BCOU là hơn 16.000 sinh viên, và tổng số là hơn 29.000 sinh viên của trường đại học mới. Nancy Greene Raine là viện trưởng của TRU.